# آبشار تاراورا
آبشار تاراورا (به انگلیسی: Tarawera Falls) آبشاری است که در نیوزلند واقع شده و ارتفاع کلی ریزشگاه آن ۳۵ متر است.